# مات بال
مات بال (بالإنجليزية: Matt Ball)‏ (26 مارس 1993 في المملكة المتحدة - ) هو لاعب كرة قدم بريطاني في مركز جناح ‏. شارك مع منتخب أيرلندا الشمالية تحت 17 سنة لكرة القدم ومنتخب أيرلندا الشمالية تحت 19 سنة لكرة القدم ومنتخب أيرلندا الشمالية تحت 21 سنة لكرة القدم. أما مع النوادي، فقد لعب مع بوريهام وود إف سي وستيفيناغ بوروه وماكليسفيلد تاون ونادي فارنبوروه ونورويتش سيتي ونادي ويلدستون لكرة القدم.

## وصلات خارجية
- مات بال على موقع الاتحاد الأوربي (الإنجليزية)
- مات بال على موقع قاعدة بيانات كرة القدم.إي يو (الإنجليزية)
- مات بال على موقع Soccerbase.com (لاعب) (الإنجليزية)
- مات بال على موقع Soccerway.com (الإنجليزية)